# Zorzines minuscula
Zorzines minuscula là một loài bướm đêm trong họ Noctuidae.